# Lampada da moschea

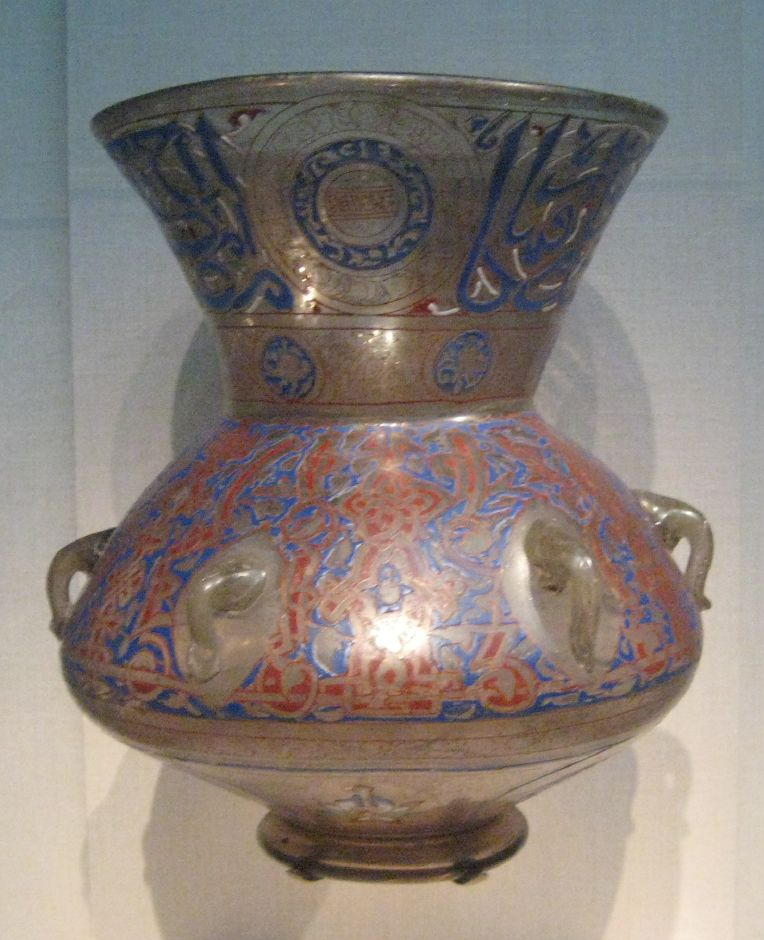
Lampada da mosche, Egitto, c. 1360

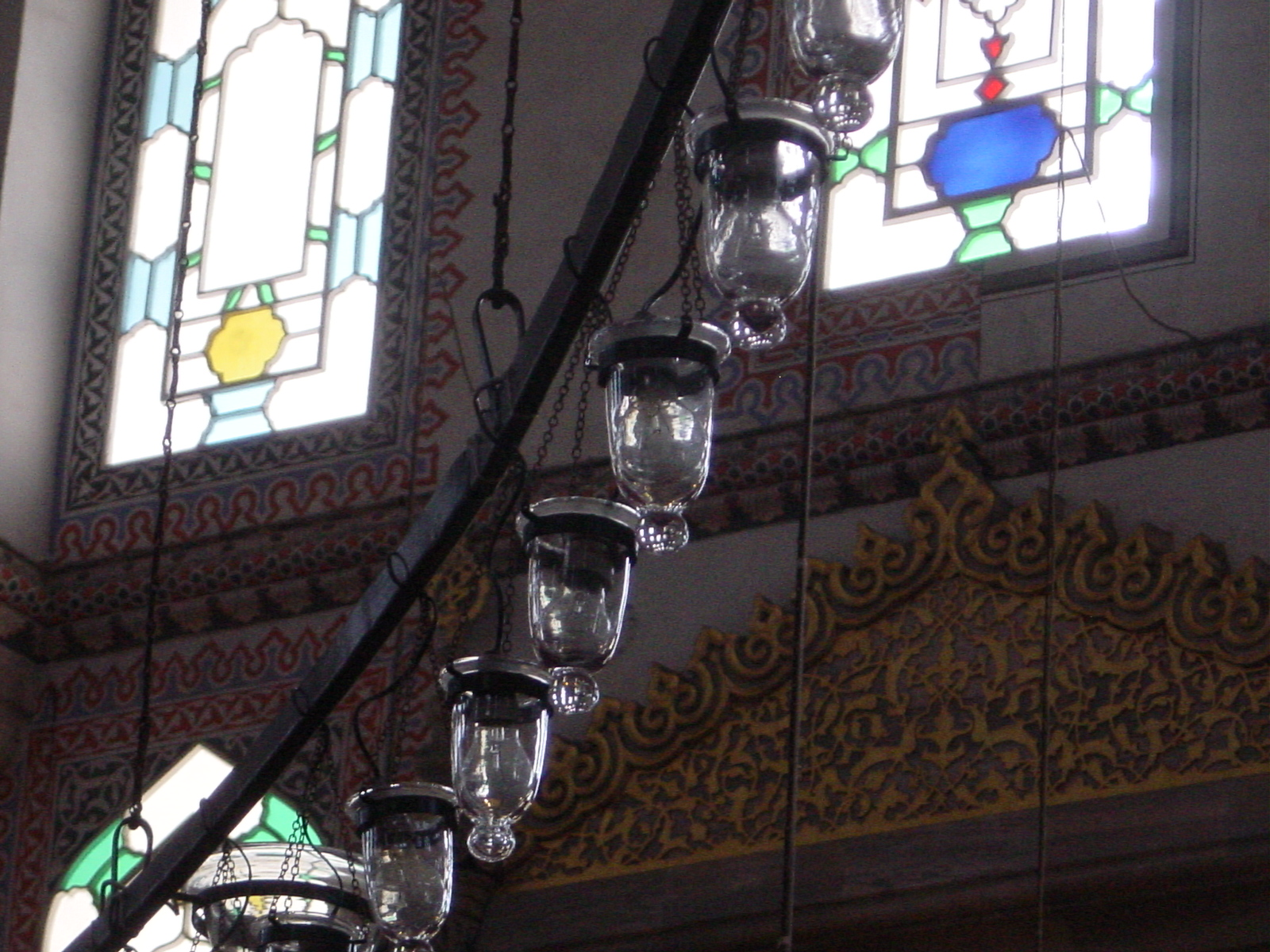
L'ultimo tipo di lampada sospesa a Istanbul

La lampada da moschea in vetro smaltato, spesso con doratura, sopravvive in considerevole numero, come esempio di arte islamica dal Medioevo, specialmente del XIII e XIV secolo, con Il Cairo in Egitto e Aleppo e Damasco in Siria tra i più importanti centri di produzione. Sono lampade a olio, di solito con un grande corpo bombato tondo che si alza in un collo più stretto, sopra il quale la sezione superiore è svasata. Di solito hanno un piedistallo in modo che possano essere posizionate su una superficie, ma normalmente venivano usate sospese a catene che passavano attraverso una serie di anelli all'esterno del manufatto. Erano adibite ad illuminare moschee e altri edifici annessi, appesi a una struttura metallica circolare. I telai circolari continuano ad essere utilizzati in molte moschee oggi, ma con lampade di vetro semplici o smerigliate per l'illuminazione elettrica.

## Manifattura
Le tecniche utilizzate sono tipiche del vetro islamico coevo, con la decorazione dello smalto applicata a un corpo semplice pre-cotto, e il tutto poi ricotto per la seconda volta.
La decorazione colorata può includere versetti del Corano, in particolare la prima parte di "Ayat an-Nur" o "Versetto della luce" (Corano 24:35, vedi sotto), iscrizioni ed emblemi araldici che ricordano il donatore, oltre a motivi puramente decorativi. Nel XV secolo si ebbe un declino dellala produzione di tutti i tipi di vetro artistico, tanto che, nel 1569, il Gran visir dell'Impero ottomano, Sokollu Mehmed Pascià, ordinò 600 lampade semplici di vetro di Murano, forse da decorare altrove.
Gli ottomani produssero anche lampade di forma simile in Ceramica di İznik, e Scià Abbas I di Persia diede semplici lampade d'argento da appendere alla tomba di Safi-ad-din Ardabili di Ardabil. Le miniature persiane mostrano altri esempi, del XVI secolo, realizzati in oro, ottone e argento. Tali materiali opachi erano molto meno efficaci per l'illuminazione, ma lo scopo della lampada era simbolico oltre che pratico, legato al "versetto della luce".  Le lampade da moschea, per lo stesso motivo, sono spesso presenti nei tappeti da preghiera La decorazione delle lampade, riporta spesso, il nome o il simbolo araldico del donatore, che di solito ha regalato un gruppo di lampade. Altri tipi di illuminazione delle moschee erano grandi supporti di lampade in metallo, come candelabri molto larghi, che erano anche usati negli edifici non religiosi. Questi potevano essere decorati in modo molto complesso.

## Tipi successivi

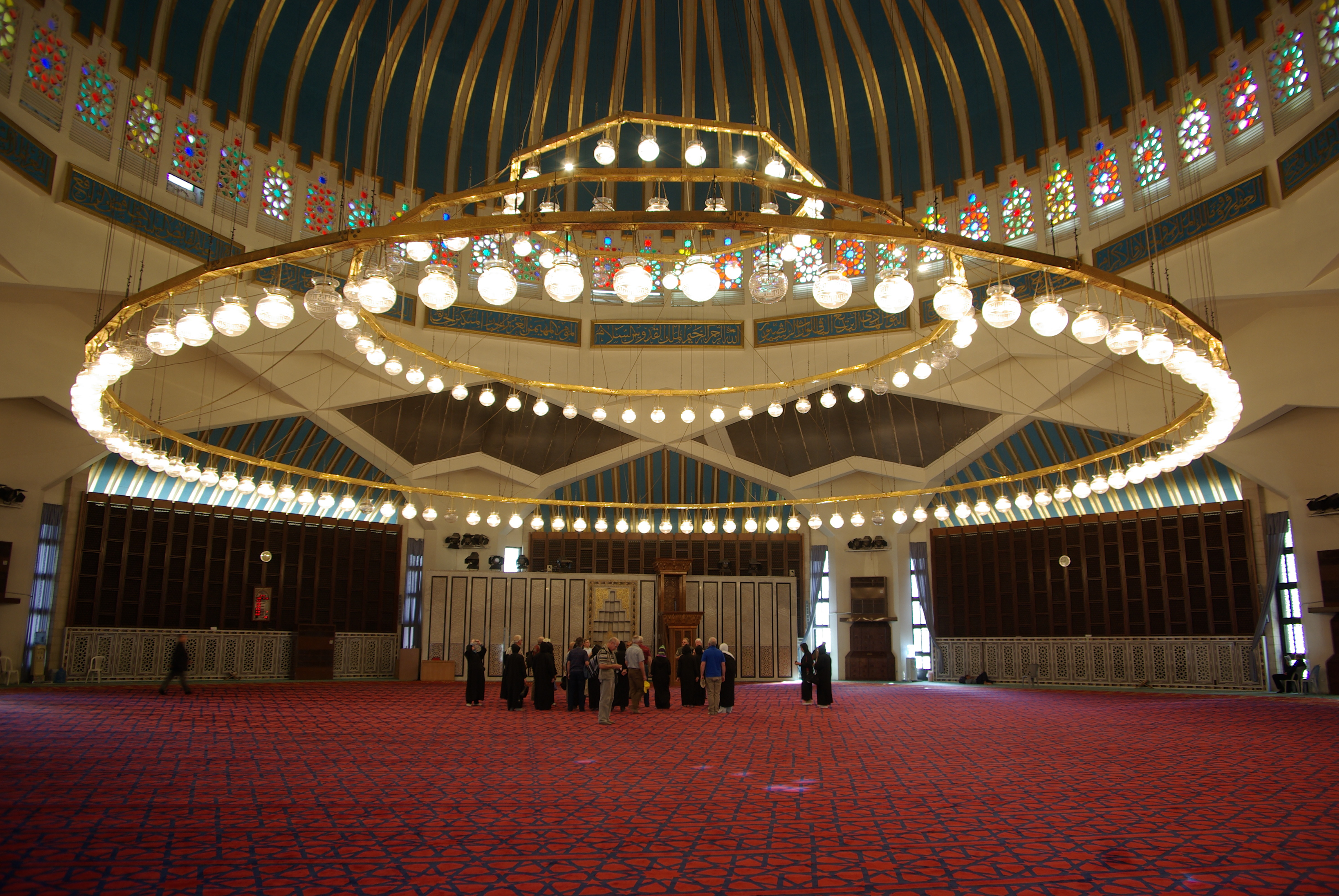
Modeerna illuminazione ad Amman

Le elaborate tipologie decorate furono, per lo più, sostituite da semplici lampade a olio di vetro con un semplice bordo nella parte superiore, normalmente sospese da una barra di metallo circolare, spesso bloccate su diversi livelli. Le moschee oggi conservano normalmente i raccordi circolari sospesi, ma usano luci elettriche e sfumature di vetro di vario genere, non essenzialmente diverse da altri generi, come il paralume, usato per illuminare altri edifici.

## Collezioni

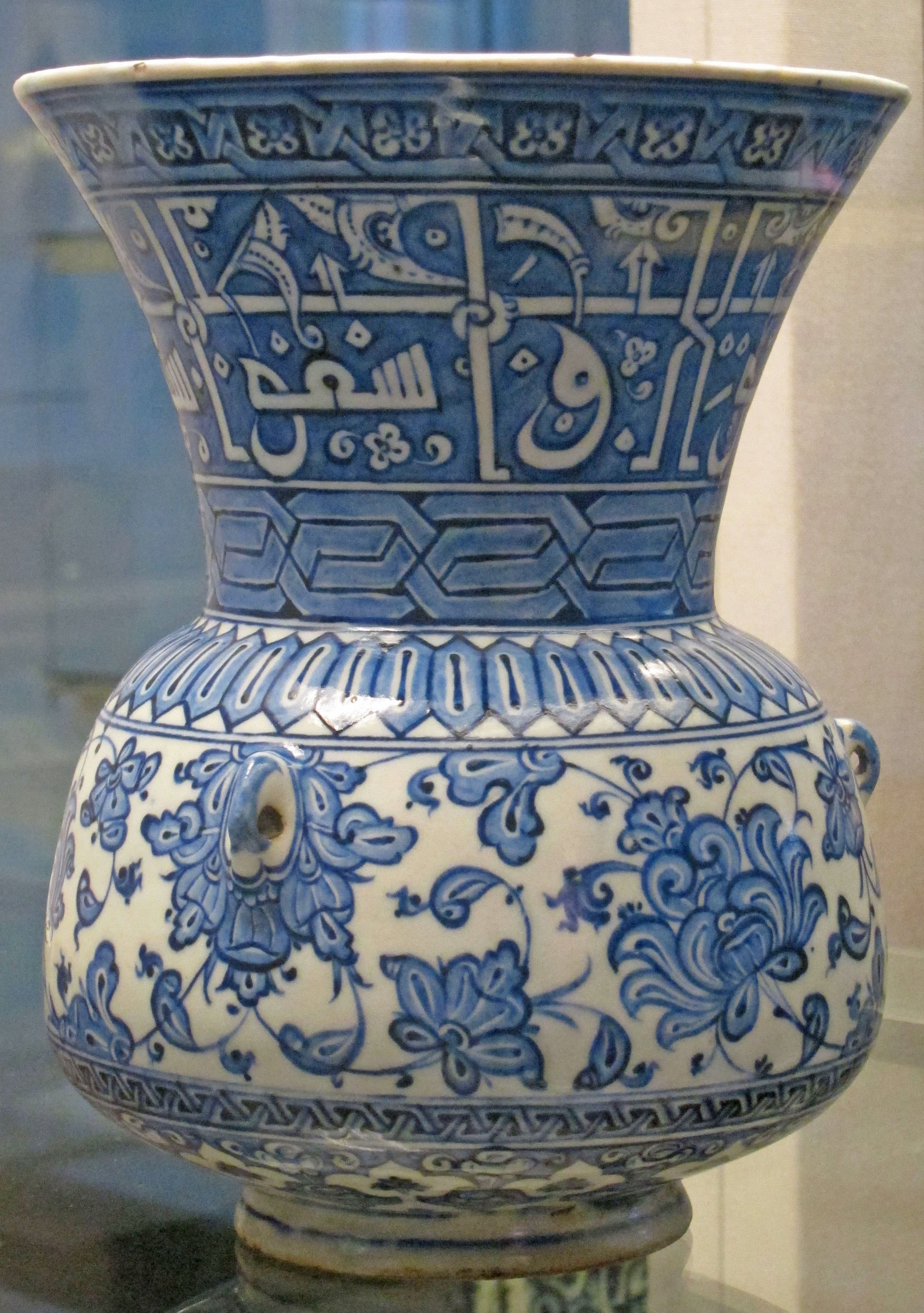
Lampada in ceramica di İznik con fior di loto, c. 1510. Simile a quattro lampade appese nel mausoleo di Bayezid II a Istanbul

Nel 2000, tre lampade da moschea mamelucche, del XIV secolo provenienti dalla collezione di Bethsabée de Rothschild, vennero battute all'asta di Christie's a Londra, rispettivamente per 2,582 milioni di dollari, 1,455 milioni di dollari e 937.000 dollari. Nella seconda metà del XIX secolo, una serie di falsi, con costosi ornamenti in vetro nello stile delle lampade mamelucche furono prodotti in Francia e in Italia.

## Versetto della luce
Corano 24:35:
La parabola della sua luce è come se ci fosse una nicchia e al suo interno una lampada,
la lampada racchiusa in vetro: il vetro come se fosse una stella brillante.
Illuminato da un albero benedetto, un olivo, né dell'est né dell'ovest,
il cui olio è quasi luminoso, anche se il fuoco non lo ha toccato.
Luce dopo luce! Dio guida, chi vuole, alla sua luce
Dio ha esposto parabole per gli uomini: e Dio conosce ogni cosa.»
(Corano 24:35)